# Vexiguraleus
Vexiguraleus is een geslacht van uitgestorven weekdieren uit de klasse van de Gastropoda (slakken).

## Soort
- Vexiguraleus clifdenensis Powell, 1942 †